# Ньюфаундленд в Первой мировой войне
Ньюфаундленд вступил в Первую мировую войну одновременно с Великобританией, которая объявила войну Германской империи 4 августа 1914 года.

## Предыстория
В 1907 году Великобритания предоставила острову статус самостоятельного доминиона в составе Королевства. В 1914 с началом войны с Францией, Германия требовала проход войск по территории Бельгии. В ответ на немецкие требования к Бельгии предоставить свободный проход войскам к территории Франции и по истечении британского ультиматума, Великобритания объявила войну Германской империи.

## Участие в войне

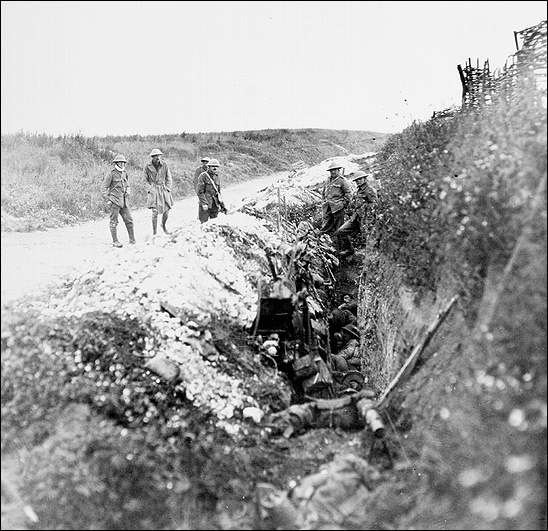
Солдаты Ньюфаундлендского полка во время битвы на Сомме, июль 1916 года

Первая мировая война была поддержана почти большинством населения в Ньюфаундленде. Вербовка населения была быстрой, и 6240 человек присоединились к Ньюфаундлендскому полку для службы за границей, 1966 человек поступили в Королевский военно-морской флот, плюс ещё 3300 мужчин присоединились к канадским подразделениям, а 40 женщин стали военными медсестрами. Не созывая законодательный орган, премьер-министра Морриса и королевского губернатора, сэр Уолтер Дэвидсон создал Ньюфаундлендскую патриотическую ассоциацию, беспартийный орган, в который входили как граждане, так и политики, чтобы контролировать военные действия до 1917 года. С ростом инфляции и свирепствующей коррупцией, с введением запрета на алкоголь и явными опасениями призыва в армию ассоциация уступила место общепартийному национальному правительству. Проблема призыва была не такой острой, как в Канаде, но она ослабила партию Рыбацкого союза, поскольку её лидеры поддерживали призыв, а большинство членов выступали против него. Затем партия рыбаков слилась с Либерально-юнионистской партией и исчезла как самостоятельная сила.
Первые пятьсот человек достигли Франции в октябре 1914 года. Во время великой битвы на Сомме во Франции в 1916 году англичане атаковали немецкие окопы близ Бомон-Хамеля. 800-й Королевский ньюфаундлендский полк атаковал в составе британской бригады. 1 июля 1916 года немецкая армия уничтожила большую часть этого полка в Бомонте Хамель в первый день на Сомме, нанося 90 процентов потерь: большинство ньюфаундлендцев были убиты или ранены. И всё же полк продолжал служить с различием в нескольких последующих сражениях, заработал тем самым префикс «королевский».

## Плен

### Пленные в Ньюфаундленде
Сразу после объявления Великобританией войны Германской империи в августе 1914 года, правительство Ньюфаундленда начало рассматривать некоторых лиц, находившихся на острове, как военнопленных. В основном это были моряки с иностранных судов, оказавшихся в гавани Сент-Джонса, имевшие паспорта стран Центральных держав (Германии, Австро-Венгрии и Османской империи). Местные газеты Сент-Джонса сообщали об арестах уже в середине августа 1914 года. Так, 18 августа был задержан австрийский кочегар Карл Виникарски. К 20 августа, по сообщениям полиции Сент-Джонса, под стражей находились двое немцев и один поляк.
Первоначально задержанных размещали в полицейском участке Сент-Джонса, однако вскоре его сочли неподходящим для содержания военнопленных. 21 августа 1914 года, как сообщала газета Evening Telegram, двое немцев и поляк были переведены в тюрьму Её Величества у озера Куиди-Види. Тюрьма HMP стала основным местом содержания военнопленных в Сент-Джонсе. Некоторое время пленных также содержали в полицейских участках или зданиях суда в Корнер-Бруке и Харбор-Грейс.
По мере увеличения числа интернированных их переводили сначала в учреждение в Доновансе (пригород Сент-Джонса), а затем в более крупный лагерь для военнопленных в Амхерсте, Новая Шотландия (Канада). Лагерь в Амхерсте стал крупнейшим в Канаде во время Первой мировой войны, вмещая до 853 заключенных, среди которых одним из самых известных был Лев Троцкий.
Согласно некоторым свидетельствам, интернированные на Ньюфаундленде пользовались «определенной степенью свободы» и позже положительно отзывались о времени, проведенном на острове, и о местных жителях. Рихард Фронер, арестованный в Харбор-Грейс, писал из лагеря в Амхерсте в 1917 году: «Я бы предпочел быть в Харбор-Грейс, чем здесь (в Амхерсте). Наши лучшие времена были там (в Харбор-Грейс) и в Доновансе...».

### Ньюфаундлендские военнопленные в Первой мировой войне
В ходе Первой мировой войны от 150 до 200 военнослужащих из Ньюфаундленда, преимущественно из состава Королевского Ньюфаундлендского полка, попали в немецкий плен. Значительное число из них было захвачено во время битвы при Аррасе у Монши-ле-Пре в апреле 1917 года. В плен также попадали моряки торгового флота и несколько авиаторов.
Условия содержания в немецких лагерях для военнопленных были тяжелыми, характеризовались нехваткой продовольствия, изнурительным трудом и суровыми наказаниями. Помощь пленным пытались оказывать Ассоциация военного контингента Ньюфаундленда и Красный Крест, организуя отправку посылок. В плену по разным данным погибло от 29 до 38 ньюфаундлендцев, в основном от ран и болезней. Вернувшиеся на родину бывшие военнопленные часто сталкивались с трудностями в получении компенсаций и непониманием пережитого ими опыта.

## Последствия
После войны Ньюфаундленд наряду с другими доминионами отправил отдельную делегацию в Парижскую мирную конференцию, но, в отличие от других доминионов, Ньюфаундленд не подписал Версальский договор и не стал отдельным членом в Лиге Наций.
Государство, церковь и пресса романтизировали жертвы, принесённые ньюфаундлендцами в ходе войны, с помощью церемоний, военной литературы и мемориалов, самым важным из которых был Мемориальный парк Бомон-Хамель, открытый во Франции в 1925 году. История героической жертвы полка в 1916 году послужила культурным вдохновением. Несмотря на гордость людей достижениями полка, участие Ньюфаундленда в Первой мировой войне в конечном итоге привело к большому государственному долгу в послевоенной эпоху.